# Hippeutis stossichi
Hippeutis stossichi is een slakkensoort uit de familie van de Planorbidae. De wetenschappelijke naam van de soort is voor het eerst geldig gepubliceerd in 1881 door Clessin.